# Кувейтский диалект арабского языка
Кувейтский диалект арабского языка (араб. اللهجة الكويتية‎, самоназвание كويتي‎, [kwe:ti]) — одна из разновидностей арабского языка, распространённая в Кувейте.
Кувейтский диалект входит в восточноаравийскую подгруппу (диалекты Персидского залива) восточной группы диалектов арабского языка и наиболее близок к разговорному языку жителей южного Ирака. Кувейтский диалект отличается от литературного языка и других арабских диалектов рядом грамматических, фонетических и лексических особенностей. Определённое влияние на него оказали контактировавшие с ним языки: персидский, турецкий, английский и др. Диалект делится на городской (хадари) и бедуинские говоры. В Кувейте насчитывается около 1 млн носителей данного диалекта (2014). В художественной поэзии Кувейта доминирует литературный арабский язык, а диалект используется лишь в устной народной поэзии. Видным представителем поэзии на кувейтском диалекте является автор исследования «Народная поэзия в Кувейте» Абдулла аль-Утейби.